# Melchior van Hatzfeld-Gleichen

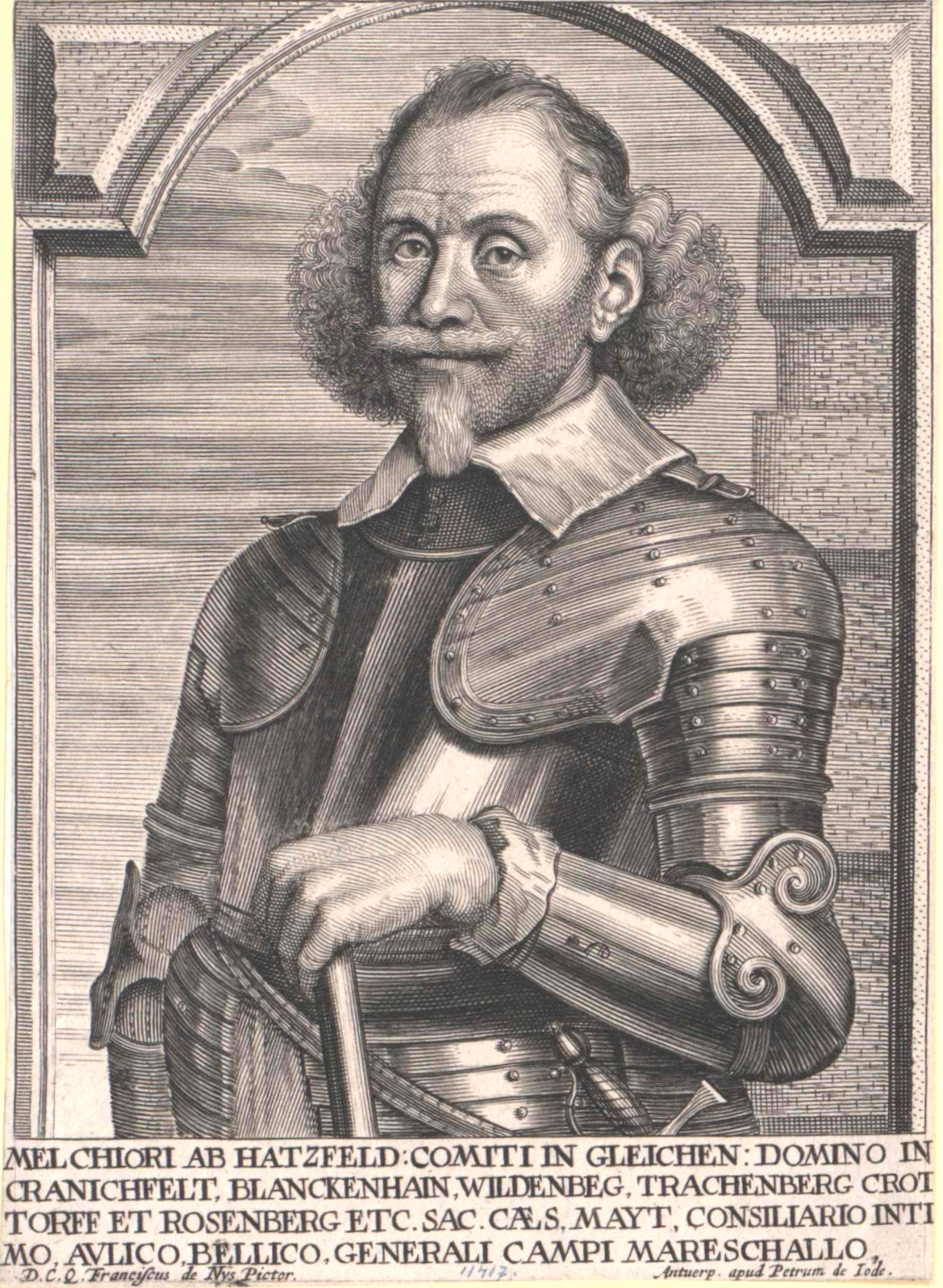

Melchior graaf van Hatzfeld-Gleichen (1593 -1658) was een Duits edelman en veldmaarschalk in het keizerlijk leger tijdens de Dertigjarige Oorlog.
Hij was afkomstig uit het adellijk geslacht Hatzfeld en verwierf in 1639 ook het leen Gleichen. In 1634 streed hij samen met Rudolf van Colloredo in Silezië en in 1635 werd hij benoemd tot keizerlijk veldmaarschalk. Na de Slag bij Jankau werd hij in 1645 gevangen genomen door de Zweedse troepen. Na zijn vrijlating vocht hij nog in Polen.